# Bismack Biyombo

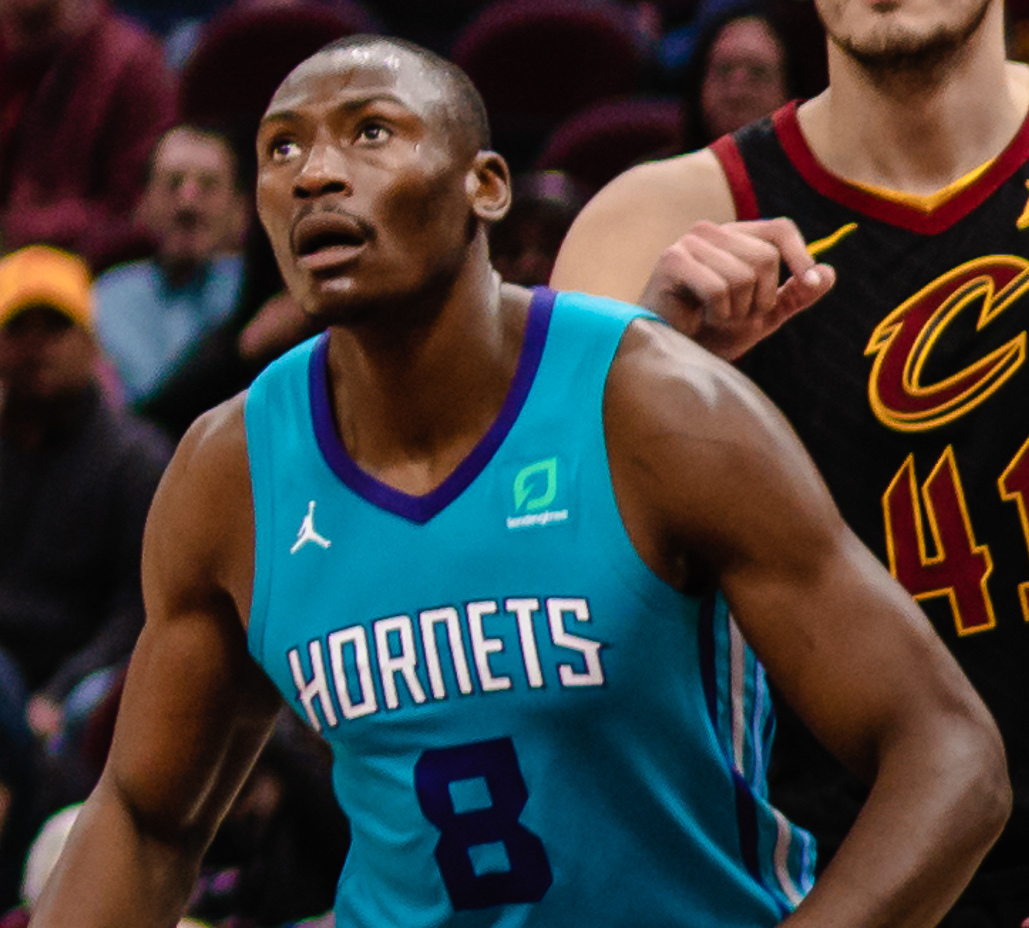
Bismack Biyombo, 2019.

Bismack Biyombo Sumba, född 28 augusti 1992 i Lubumbashi i Zaire (idag Kongo-Kinshasa), är en kinshasa-kongolesisk professionell basketspelare (C) som spelar för San Antonio Spurs i National Basketball Association (NBA). Han har tidigare spelat bland annat för Charlotte Bobcats/Hornets, Toronto Raptors, Orlando Magic, Phoenix Suns, Memphis Grizzlies och Oklahoma City Thunder.
Biyombo draftades av Sacramento Kings i första rundan i 2011 års draft som sjunde spelare totalt.